# Щедровщина
Щедровщина (бел. Шчадро́ўшчына) — деревня в Минском районе Минской области Республики Беларусь. В составе Шершунского сельсовета.

## География
Пролегает дорога Н-8965.

### Гидрография
Возле деревни начинается река Гуйка.

## История
В 1779 году деревня, собственность епископа Масальского и шляхтича Володковича.
В 1795 году деревня Щедровщина находилась в Вилейском уезде Минской губернии и принадлежала наследному владельцу, камергеру двора польского Мельхиору Володковичу, сыну Ксаверия Володковича.

## Население
- XVIII век:
  - 1795 — 75 человек (31 мужчина, 44 женщины)[3].
  - 1800 — 75 человек (31 мужчина, 44 женщины)[4]
- XIX век:
  - 1847 — 60 прихожан (30 мужчин, 30 женщин)[5].
  - 1865 — 26 человек[6].
- XX век:
  - 1905 — 134 человека (66 мужчин, 68 женщин)[7].
  - 1999 — 26 человек (перепись населения)[8].
- XXI век:
  - 2009 — 24 человека (перепись населения)[9]
  - 2012 — 13 человек[2].

## Галерея

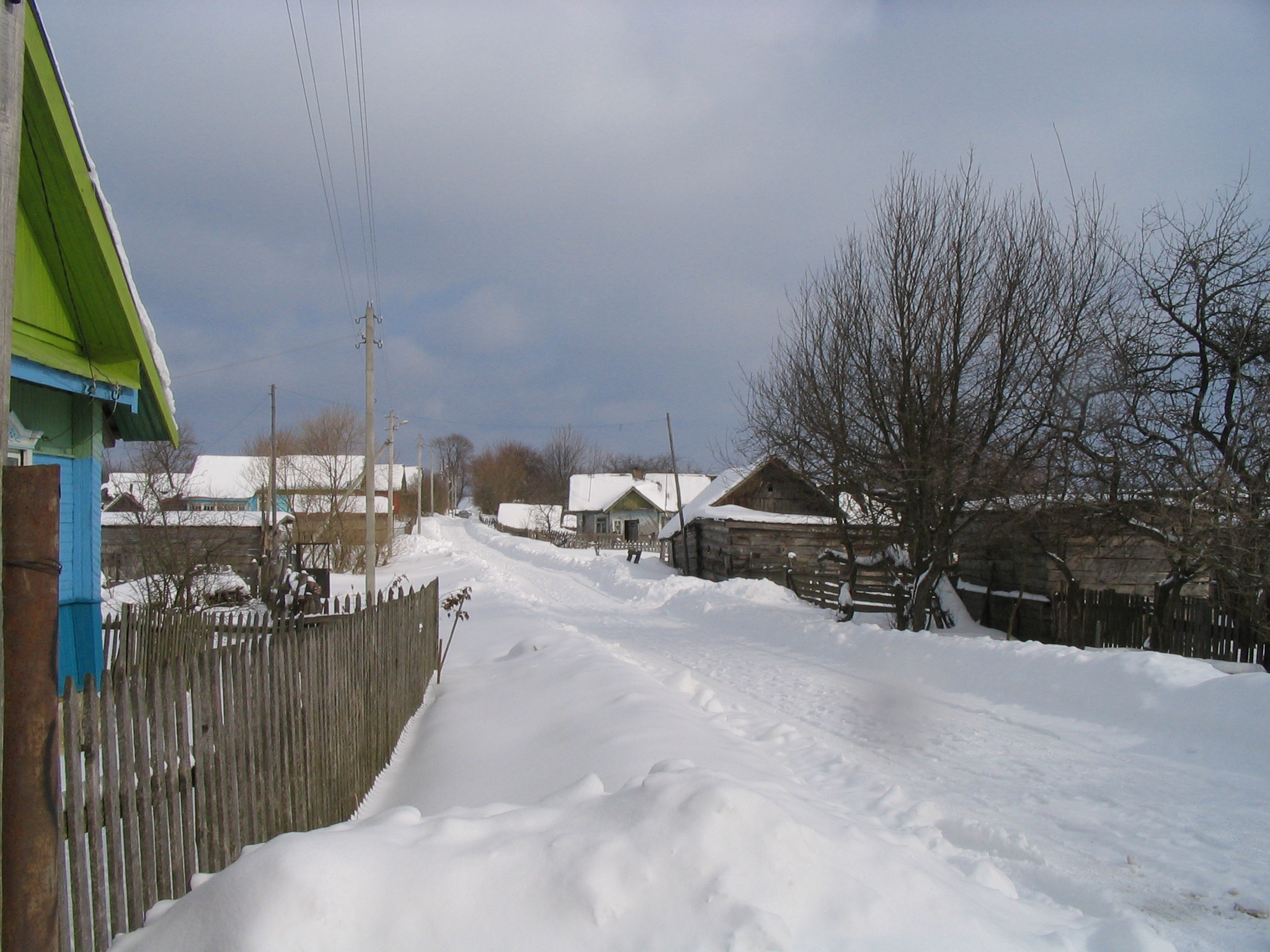
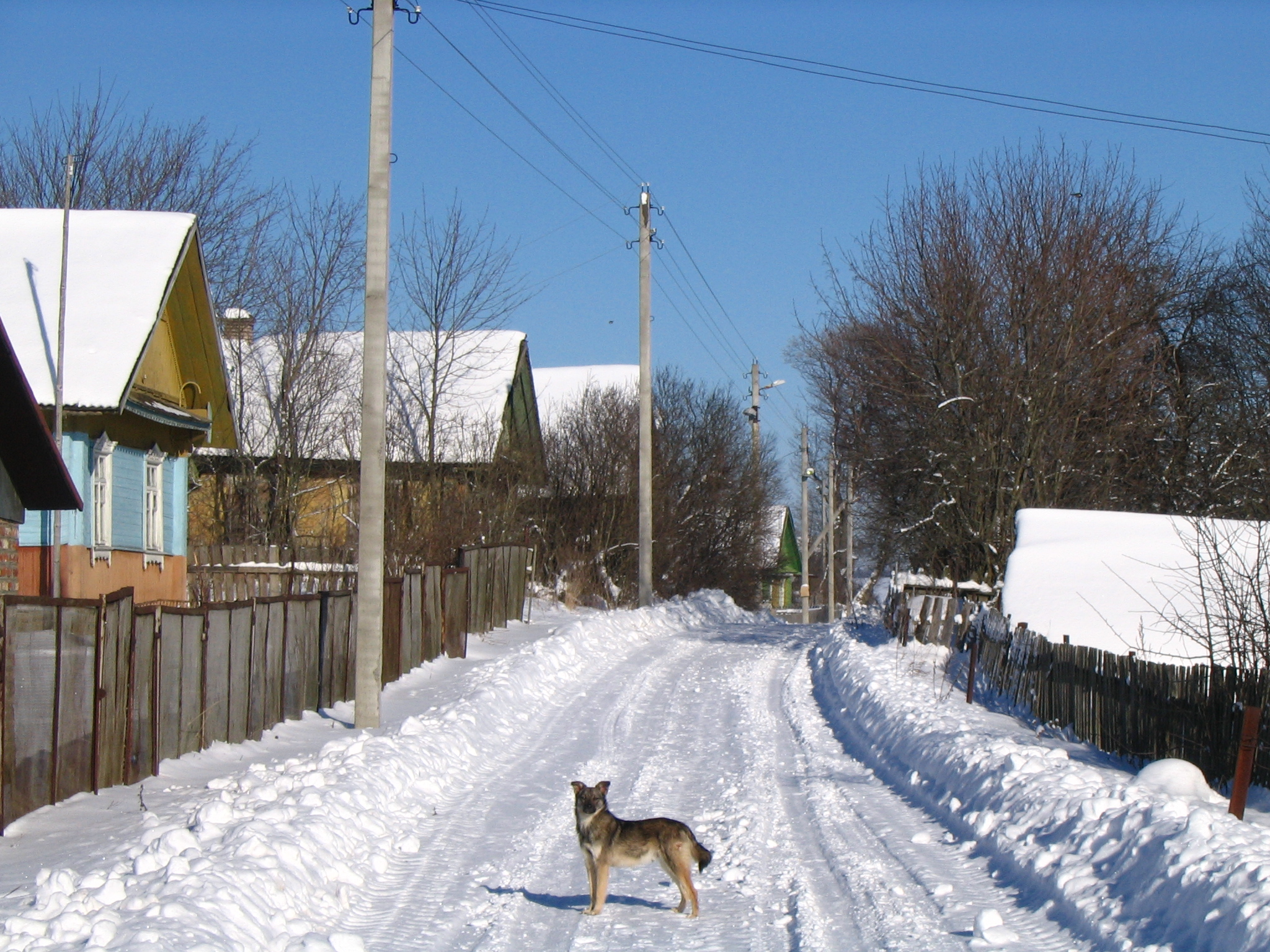
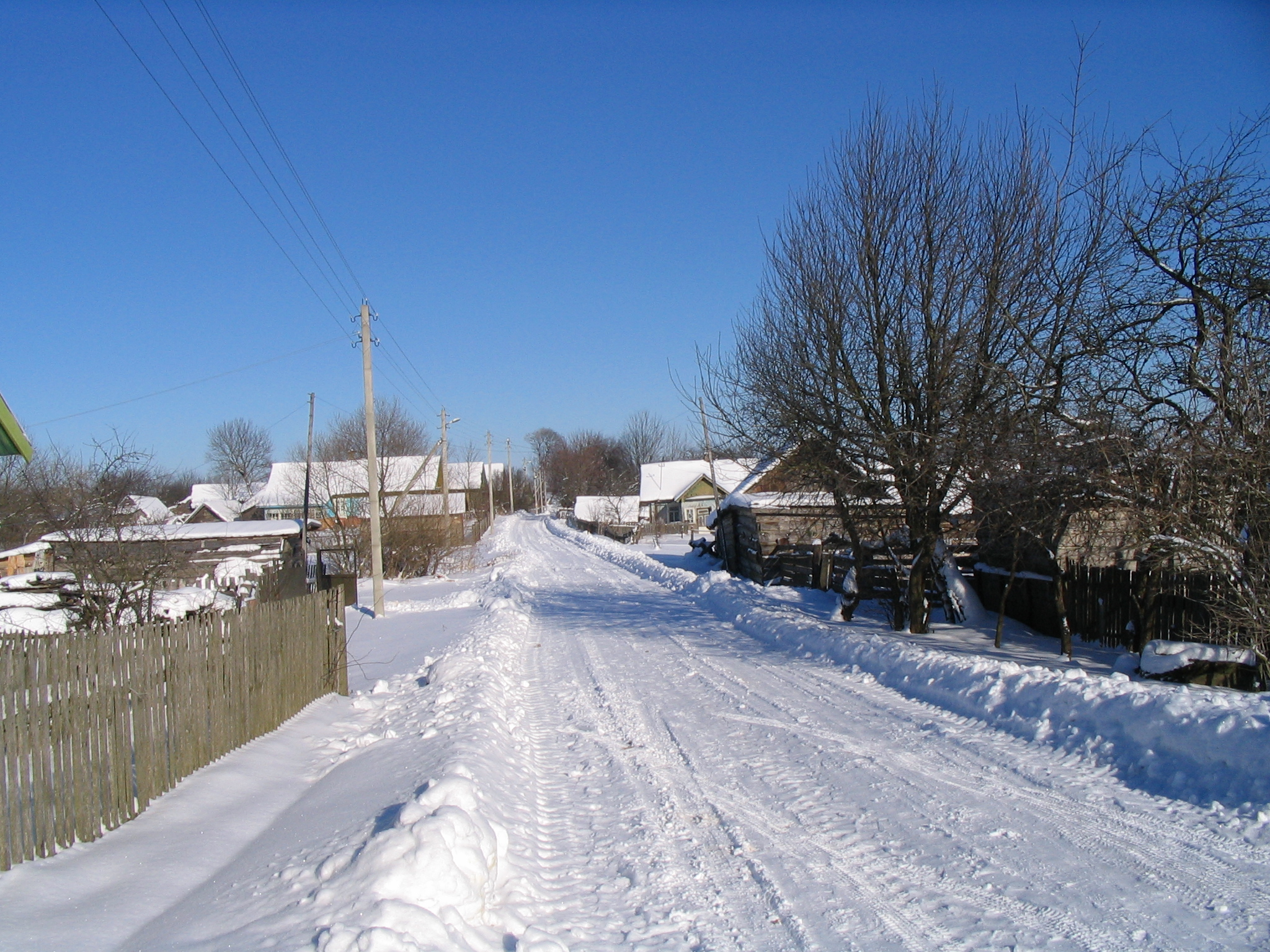
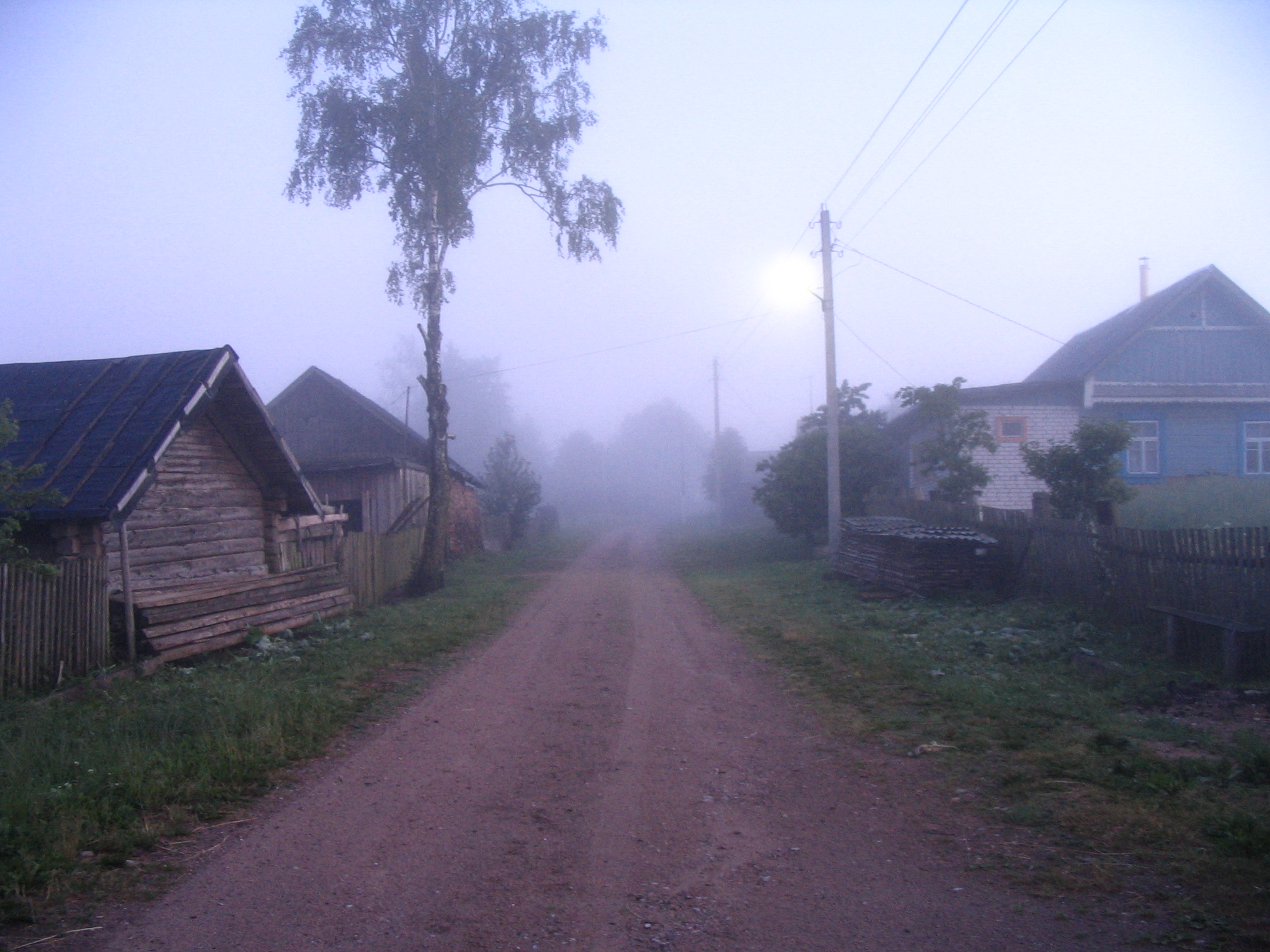